# Кино през 2000 година
Това е списък на събития, свързани със киното през 2000 година.

## Най-касовите филми
| №   | Заглавие               | Филмово студио                 | Приходи      |
| --- | ---------------------- | ------------------------------ | ------------ |
| 1.  | „Невъзможна мисия 2“   | Парамаунт Пикчърс              | $546 388 105 |
| 2.  | „Гладиатор“            | DreamWorks / Юнивърсъл Студиос | $457 640 427 |
| 3.  | „Корабокрушенецът“     | 20th Century Fox               | $429 632 142 |
| 4.  | „Какво искат жените“   | Парамаунт Пикчърс              | $374 111 707 |
| 5.  | „Динозавър“            | Walt Disney Pictures           | $349 822 765 |
| 6.  | „Гринч“                | Юнивърсъл Студиос              | $345 141 403 |
| 7.  | „Запознай се с нашите“ | Юнивърсъл Студиос / DreamWorks | $330 444 045 |
| 8.  | „Перфектната буря“     | Уорнър Брос                    | $328 718 434 |
| 9.  | „Х-Мен“                | 20th Century Fox               | $296 339 527 |
| 10. | „Прозрачно минало“     | DreamWorks / 20th Century Fox  | $291 420 351 |

## Награди
| Категория           | 58-и награди Златен глобус 21 януари 2001 | 58-и награди Златен глобус 21 януари 2001 | 54-ти награди на БАФТА 25 февруари 2001 | 73-ти награди Оскар 25 март 2001 |
| Категория           | Драма                                     | Мюзикъл или комедия                       | 54-ти награди на БАФТА 25 февруари 2001 | 73-ти награди Оскар 25 март 2001 |
| ------------------- | ----------------------------------------- | ----------------------------------------- | --------------------------------------- | -------------------------------- |
| Филм                | „Гладиатор“                               | „Почти известни“                          | „Гладиатор“                             | „Гладиатор“                      |
| Актьор              | Том Ханкс „Корабокрушенецът“              | Джордж Клуни „О, братко, къде си?“        | Джейми Бел „Били Елиът“                 | Ръсел Кроу „Гладиатор“           |
| Актриса             | Джулия Робъртс „Ерин Брокович“            | Рене Зелуегър „Сестра Бети“               | Джулия Робъртс „Ерин Брокович“          | Джулия Робъртс „Ерин Брокович“   |
| Режисьор            | Анг Лий „Тигър и Дракон“                  | Анг Лий „Тигър и Дракон“                  | Анг Лий „Тигър и Дракон“                | Стивън Содърбърг „Трафик“        |
| Поддържащ актьор    | Бенисио дел Торо „Трафик“                 | Бенисио дел Торо „Трафик“                 | Бенисио дел Торо „Трафик“               | Бенисио дел Торо „Трафик“        |
| Поддържаща актриса  | Кейт Хъдсън „Почти известни“              | Кейт Хъдсън „Почти известни“              | Джули Уолтърс „Били Елиът“              | Марша Гей Хардън „Полък“         |
| Адаптиран сценарий  | „Трафик“ Стивън Геън                      | „Трафик“ Стивън Геън                      | „Трафик“ Стивън Геън                    | „Трафик“ Стивън Геън             |
| Оригинален сценарий | „Трафик“ Стивън Геън                      | „Трафик“ Стивън Геън                      | „Почти известни“ Камерън Кроу           | „Почти известни“ Камерън Кроу    |
| Чуждестранен филм   | „Тигър и Дракон“                          | „Тигър и Дракон“                          | „Тигър и Дракон“                        | „Тигър и Дракон“                 |

## Премиери на български филми
| Дата        | Заглавие                 | Режисьор          |
| ----------- | ------------------------ | ----------------- |
| 3 март      | „България - това съм аз“ | Светослав Овчаров |
| 10 октомври | „Пансион за кучета“      | Стефан Командарев |
| 3 ноември   | „Надежда в София“        | Светослав Овчаров |

## Починали
- 19 януари – Хеди Ламар
- 10 февруари – Джим Варни
- 11 февруари – Роже Вадим
- 23 февруари – Офра Хаза
- 1 май – Стив Рийвс
- 21 май – Джон Гилгуд
- 19 юни – Антон Горчев
- 1 юли – Уолтър Матау
- 5 август – Алек Гинес
- 12 август – Лорета Йънг
- 26 декември – Джейсън Робардс